# Tomàs Andreu
Tomàs Andreu fou el cinquè candidat a mestre de capella per a Sant Esteve d’Olot, votació que es va dur a terme l'any 1739. Fonts el descriuen com un bon compositor, «avent-se cantat vàrias obras suas en la Cathedral de Barna, ab permís de son mestre lo Rt. Francisco Valls»